# Quận Houston, Minnesota
Quận Houston là một quận thuộc tiểu bang Minnesota, Hoa Kỳ.
Quận này được đặt tên theo. Theo điều tra dân số của Cục điều tra dân số Hoa Kỳ năm 2000, quận có dân số 19.718 người. Quận lỵ đóng ở Caledonia6.

## Địa lý
Theo Cục điều tra dân số Hoa Kỳ, quận có diện tích 1473 km2, trong đó có 27 km2 là diện tích mặt nước.

### Các xa lộ chính
- Minnesota State Highway 16
- Minnesota State Highway 26
- Minnesota State Highway 44
- Minnesota State Highway 76

### Quận giáp ranh
- Quận Winona, Minnesota  (bắc)
- Quận La Crosse, Wisconsin  (đông bắc)
- Quận Vernon, Wisconsin  (đông)
- Quận Allamakee, Iowa  (nam)
- Quận Winneshiek, Iowa (tây nam)
- Quận Fillmore, Minnesota  (tây)

## Thông tin nhân khẩu

Tháp tuổi theo điều tra dân số năm 2000.

Theo điều tra dân số 2 năm 2000, quận đã có dân số 19.718 người, 7.633 hộ gia đình, và 5.411 gia đình sống trong quận này. Mật độ dân số là 35 người trên một dặm vuông (14/km ²). Có 8.168 đơn vị nhà ở với mật độ trung bình là 15 trên một dặm vuông (6/km ²). Cơ cấu chủng tộc của dân cư quận bao gồm 98,47% người da trắng, 0,31% da đen hay Mỹ gốc Phi, 0,18% người Mỹ bản xứ, 0,37% châu Á, Thái Bình Dương 0,02%, 0,14% từ các chủng tộc khác, và 0,51% từ hai hoặc nhiều chủng tộc. 0,61% dân số là người Hispanic hay Latino thuộc một chủng tộc nào. 43,1% là gốc Đức, gốc Na Uy chiếm 29,6% và 7,5% gốc Ireland theo điều tra dân số năm 2000.
Có 7.633 hộ, trong đó 34,4% có trẻ em dưới 18 tuổi sống chung với họ, 60,0% là đôi vợ chồng sống với nhau, 7,4% có nữ hộ và không có chồng, và 29,1% gia đình được không. 25,4% của tất cả các hộ gia đình đã được tạo ra từ các cá nhân và 12,0% có người sống một mình 65 tuổi hoặc lớn tuổi hơn là người. Cỡ hộ trung bình là 2,53 và cỡ gia đình trung bình là 3,05.
Trong quận, độ tuổi dân cư được trải ra với 27,2% ở độ tuổi dưới 18, 6,8% 18-24, 26,8% 25-44, 23,1% từ 45 đến 64, và 16,0% từ 65 tuổi trở lên người. Độ tuổi trung bình là 39 năm. Đối với mỗi 100 nữ có 97,5 nam giới. Đối với mỗi 100 nữ 18 tuổi trở lên, có 95,1 nam giới.
Thu nhập trung bình cho một hộ gia đình trong quận đã được $ 40.680, và thu nhập trung bình cho một gia đình là 49.196 USD. Phái nam có thu nhập trung bình 32.557 USD so với 22.158 USD cho phái nữ. Thu nhập bình quân đầu người là 18.826 USD. Có 4,2% của các gia đình và 6,5% dân số sống dưới mức nghèo khổ, bao gồm 6,4% của những người dưới 18 tuổi và 11,2% của những người 65 tuổi hoặc hơn. 